# شش تاچر
«شش تاچِر» (به انگلیسی: The six Thatchers) نخستین قسمت از فصل چهارم مجموعهٔ تلویزیونی شرلوک است که در ۱ ژانویهٔ ۲۰۱۷ از شبکهٔ بی‌بی‌سی وان پخش شد.

## خلاصه داستان
بعد از این که شرلوک مرتکب قتل می‌شود برای حل مشکلی که در پی موریارتی ایجاد شده نیروهای امنیتی به صورت مخفیانه شرلوک را تبرئه می‌کنند بلکه شرلوک به حال معما بپردازد در این حین وارد معمایی می‌شود شرلوک بعد از حل این معمای قتل -درمورد یک پسر نوجوان- وارد معمای دیگری می‌شود و اتفاقاتی روی می‌دهند که، شرلوک از حل آن پرونده ناتوان می‌ماند. تا این که برای یافتن سرنخ سراغ «وایون نوربری» یکی از شش تاچر می‌رود. نوربری شروع به اعتراف کردن می‌کند اما زمانی که مری واتسون و پلیس‌ها سر می‌رسند، تفنگش را درآورده و آن را رو به شرلوک نشانه می‌گیرد. مری برای حفظ جان شرلوک به میان می‌پرد و گلوله به مری می‌خورد. در همان حین جان وارد می‌شود و مری در آغوشش می‌میرد؛ و قبل از مرگش می‌گوید که عاشق مری واتسون بودن، بوده‌است.
بعد از مرگ مری، روابط جان و شرلوک تیره می‌شود و شرلوک به خیابان بیکر برمی‌گردد و همراه با خانم هادسون غم از دست دادن مری را می‌خورند.